# Chalcoscirtus platnicki
Chalcoscirtus platnicki är en spindelart som beskrevs av Yuri M. Marusik 1995. Chalcoscirtus platnicki ingår i släktet Chalcoscirtus och familjen hoppspindlar. Inga underarter finns listade i Catalogue of Life.